# 滑量
滑量（法语：Glisseur），又称滑动向量（法语：Vecteur glissant），是在一条直线内所有大小、方向相等的固定向量。一个作用于刚体的力可以用滑量刻画。

## 性质
滑量内所有向量对于一个点的力矩都相等。
滑量内所有向量对于其所在直线内点的力矩为零。